# Feuerwehr Witten
Die Feuerwehr der Stadt Witten gliedert sich in eine Berufs- und eine Freiwillige Feuerwehr. Zusätzlich gibt es noch eine Jugendfeuerwehr und eine Ehrenabteilung, die jedoch nicht aktiv am Einsatzgeschehen teilnehmen.

## Geschichte

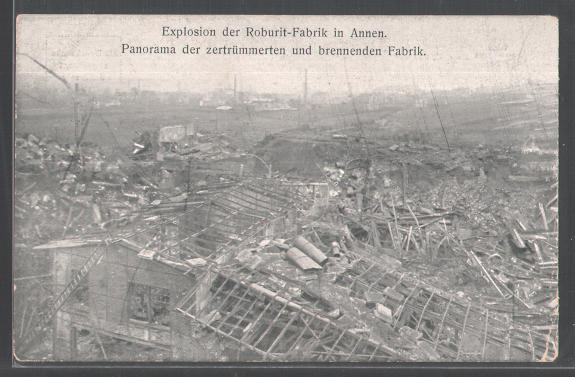
Roburit-Explosion 1906

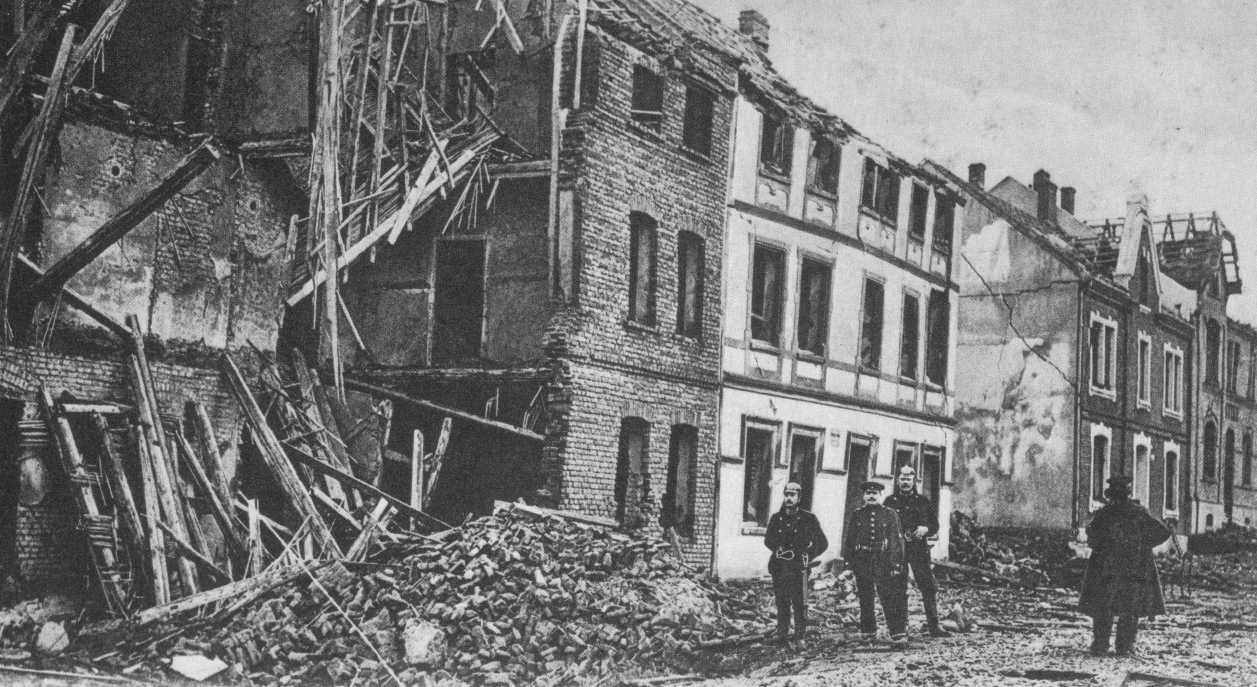
Folgen der Roburit-Explosion 1906

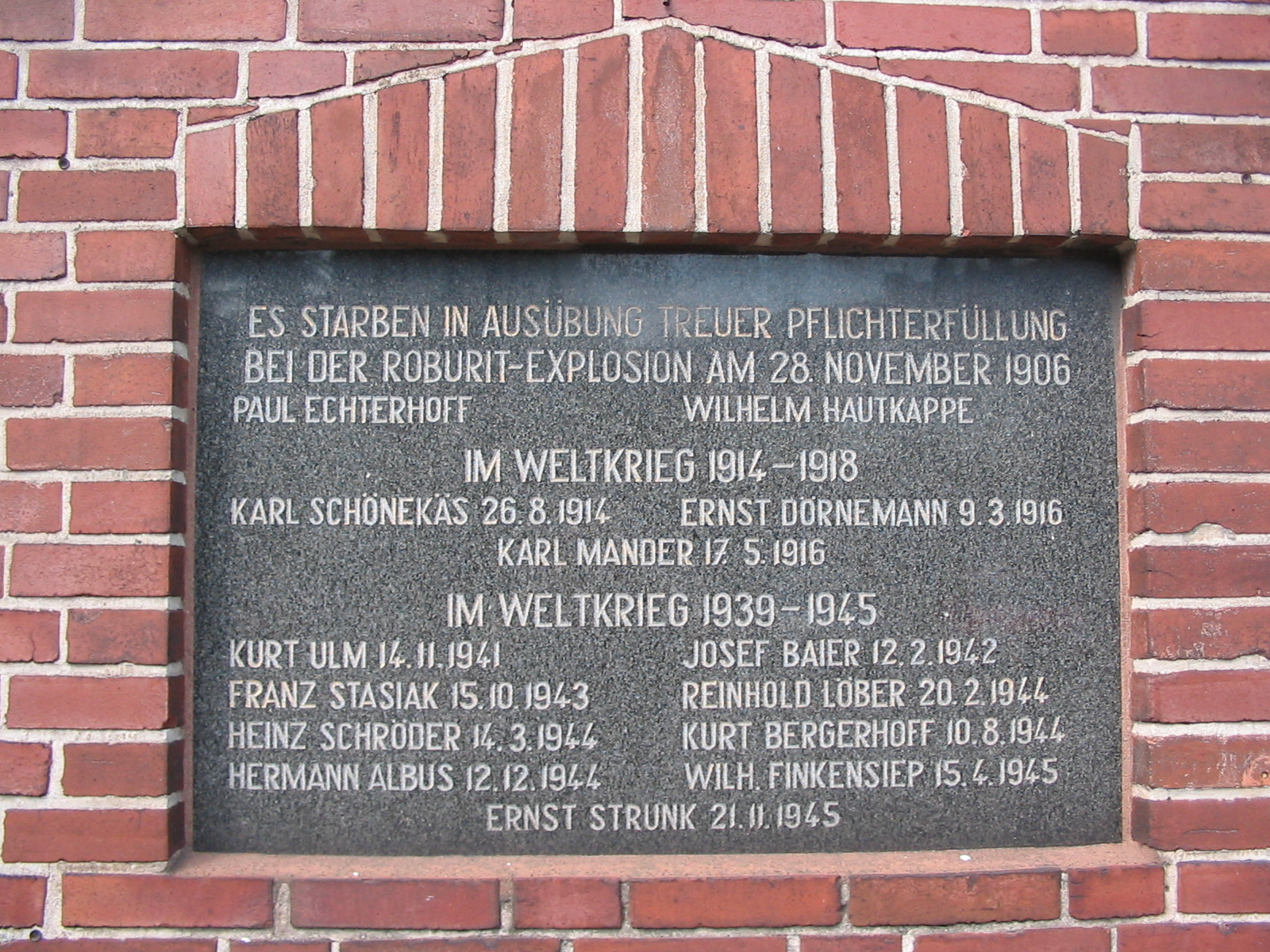
Gedenktafel an der Feuerwache Altstadt

Im Jahr 1677 wurde der erste Wachdienst zwischen den Häusern Berge und Steinhausen erwähnt. Eine erste Pflichtfeuerwehr wurde in Witten im Jahr 1857 eingerichtet. Zu ihr konnten alle Bürger von der Ortspolizei verpflichtet werden. Die Turngemeinde Witten gründete 1863 die Turner-Feuerwehr, die erste Freiwillige Feuerwehr Wittens. Sie bildete einen „Verein im Verein“ mit eigenem Vorstand, der allerdings vom Vorstand der Turngemeinde bestätigt werden musste. Eine Wasserversorgung mittels Wasserleitungen wurde in Witten 1867 eingerichtet. Im Jahr 1868 fand das Feuerwehrverbandsfest des Rheinisch-westfälischen Wehrverbands in Witten statt. Auf dem Schulhof der Oberdorfschule wurde 1878 ein erster, hölzerner Steigerturm erbaut. Im Jahr 1879 trennten sich die Turnerfeuerwehr und die Freiwillige Feuerwehr, und die Turnerfeuerwehr wurde aufgelöst. Eine städtische Hydrantenabteilung wurde 1886 eingerichtet und bei den Gas- und Wasserwerken untergebracht. Im Jahr 1888 wurde der hölzerne Steigerturm durch einen in Massivbauweise ersetzt. Ein neues Feuerwehrhaus wurde 1895/96 am Schwanenmarkt errichtet. 1906 ereignete sich die bisher größte Katastrophe Wittens, die Roburit-Explosion, bei der auch vier Feuerwehrleute starben. 1906 gründete die Stadt zwei Feuerwehrausschüsse. Im Jahr 1920 bestand die Freiwillige Feuerwehr aus 75 Personen und der städtischen Hydrantenabteilung aus neun Personen (Rohrmeister, Stellvertreter und sieben Mann). 1928/29 wurde ein neues Feuerwehrhaus an der Hauptstraße mit 18 Wohnungen für Mitglieder der Freiwilligen Feuerwehr errichtet.
Nachdem im Dezember 1933 im Zuge der Machtergreifung der Nationalsozialisten das neue Gesetz über das Feuerlöschwesen erlassen wurde, wurde ein neuer Verein freiwillige Feuerwehr in Witten gegründet. Die früheren acht Feuerwehr-Vereine lösten sich im Februar 1934 auf. Das Vermögen ging an den neuen Feuerwehr-Verein, die Geräte an die Stadt. Es wurde eine Hundertschaft aus den Reihen der Feuerwehr gebildet, die v. a. der körperlichen Ertüchtigung diente. Aus dieser Hundertschaft wurde ein Feuerwehr- und Bergungstrupp zusammengestellt. Am 9. November 1938 setzten Nationalsozialisten die 1885 erbaute Wittener Synagoge in Brand. Am nächsten Morgen waren die Kuppel und der Innenbereich des jüdischen Gotteshauses komplett ausgebrannt. Die Feuerwehr war lediglich auf den Schutz umliegender Häuser und des benachbarten Gymnasiums bedacht. Bei Ausbruch des Zweiten Weltkriegs wurde aus Reihen der Feuerwehr und anderen Formationen ein Sicherheits- und Hilfsdienst aufgebaut und der Polizei unterstellt. Aus Zweckmäßigkeitsgründen wurde er dezentralisiert. Ein Teil war in der Feuerwache untergebracht, ein Teil in der Gastwirtschaft Schwenke, ein Teil im Gemeindehaus. Während des Zweiten Weltkriegs hieß die Feuerwehr Feuerschutzpolizei. Anfang 1945 wurde die Feuerwache durch einen Bombenangriff schwer beschädigt.
Nach Ende des Zweiten Weltkriegs musste die Feuerwehr neu aufgebaut werden. Die Stammmannschaft stammte aus dem gesamten Stadtgebiet und wurde in der Feuerwache Annen untergebracht. Von da ab waren die Feuerwehrleute vollzeitlich beschäftigt und wurden hauptamtlich besoldet. 1947 wurde die Freiwillige Feuerwehr Altstadt wiedergegründet. Im Jahr 1976 wurde aus den hauptamtlich beschäftigten Feuerwehrleuten der Freiwilligen Feuerwehr die Berufsfeuerwehr gegründet. Die erste Jugendfeuerwehr wurde 1982 von der Löscheinheit Bommerholz gegründet. 1983 wurde die neue Wache der Berufsfeuerwehr an der Dortmunder Straße errichtet. Eine Sondereinsatzgruppe Information und Kommunikation (SEG-IuK) aus Berufs- und Freiwilliger Feuerwehr wurde 1999 eingerichtet. Der Förderverein der Berufsfeuerwehr Feuer und Flamme gründete sich im Jahr 2008.
Seit dem 1. April 2009 wird die Feuerwehr Witten zentral über die Kreisleitstelle des Ennepe-Ruhr-Kreises alarmiert. Parallel hierzu wird eine Einsatzzentrale in der Hauptwache vorgehalten, die zuvor die Alarmierung durchführte. Auch die Notrufnummer 112 ist seit dem 1. April 2009 auf die Kreisleitstelle aufgeschaltet. Im Alarmfall wird die Berufsfeuerwehr über einen Hausgong und die Einheiten der Freiwilligen Feuerwehr über Funkmeldeempfänger alarmiert. Im Laufe des Jahres 2011 wurden außerdem Digitale Meldeempfänger an die Feuerwehrangehörigen ausgegeben, die die analoge Alarmierung mittlerweile vollständig ersetzt haben. Im Jahr 2012 zog die Freiwillige Feuerwehr Bommern in ein neues Feuerwehrhaus in der Wengernstraße. Seit 19. April 2015 ist in der Hauptwache Freifunk verfügbar.
Eine weitere Neuerung erfolgte mit der Umstellung der alten Funkrufnamen auf operativ-taktische Adressen OPTA im Rahmen der Umsetzung der OPTA-Richtlinie in Nordrhein-Westfalen durch die Kreisleitstelle am 1. Juli 2015.
Am 30. April 2016 wurde den Löscheinheiten Bommerholz, Durchholz und Vormholz eine neue Wache übergeben. Im März 2018 wurden die Löscheinheiten Bommerholz, Durchholz und Vormholz zur Löscheinheit „Hölzer“ vereinigt.

## Berufsfeuerwehr

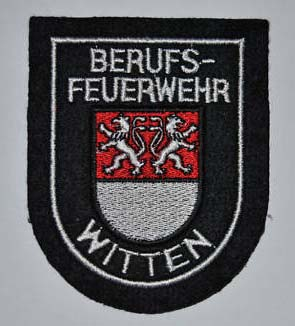
Ärmelabzeichen der Berufsfeuerwehr Witten

Die Wache der Berufsfeuerwehr ist zugleich die Hauptwache der Feuerwehr Witten (Lage). Hier befinden sich Werkstätten sowie Lagerräume für Material. Außerdem beinhaltet diese Wache die Einsatzzentrale. Wenn der Notruf im EN-Kreis überlastet ist (beispielsweise bei Unwetterlagen) werden alle Notrufe unter der Nummer 112 aus dem Stadtgebiet Witten an die Einsatzzentrale weitergeleitet, von wo aus die Einsätze anschließend koordiniert werden.

### Rettungsdienst
Der Rettungsdienst in Witten wird vom Ennepe-Ruhr-Kreis getragen. In Witten stehen vier Rettungswagen zur Verfügung, die an der Hauptwache der Berufsfeuerwehr, in der Rettungswache Herbede, beim Deutschen Roten Kreuz und beim Arbeiter-Samariter-Bund  stationiert sind. Die Berufsfeuerwehr besetzt einen der Rettungswagen und ein Notarzteinsatzfahrzeug. Das Notarzteinsatzfahrzeug ist stets mit einem Rettungsassistenten bzw. Notfallsanitäter und einem speziell für die Notfallrettung ausgebildeten Arzt besetzt, der von einem der beiden Wittener Krankenhäuser Marienhospital und Evangelischem Krankenhaus bereitgestellt wird. Stationiert ist es je zur Hälfte des Monats am Marienhospital und am Evangelischen Krankenhaus. Die drei weiteren Rettungswagen werden vom Deutschen Roten Kreuz und vom Arbeiter-Samariter-Bund besetzt. Rettungswagen und Notarzteinsatzwagen arbeiten im Rendezvous-System. Deutsches Rotes Kreuz und Arbeiter-Samariter-Bund stellen auch den Sanitäts-Sicherheitswachdienst bei Großveranstaltungen und führen daraus sich ergebende Notfallrettungseinsätze durch.

### Fahrzeuge
Löschfahrzeuge
- 2 Hilfeleistungslöschgruppenfahrzeug HLF 20/16 (davon 1 als Reserve)
- 1 Hilfeleistungslöschgruppenfahrzeuge HLF 20
- Tanklöschfahrzeug PTLF 4000
- Löschgruppenfahrzeug LF 10/6 (Reservefahrzeug)

Sonderfahrzeuge
- 1 Drehleiter DLK 23/12
- 1 Drehleitern DLK 23/12 niedrige Bauhöhe (Reserve, wird ggf. durch die FF besetzt)
- Rüstwagen RW
- 2 Wechselladerfahrzeuge WLF

Sonstige Fahrzeuge
- 2 Einsatzleitwagen ELW 1
- 2 Personenkraftwagen
- Kommandowagen KdoW
- 2 Gerätewagen GW
- Gerätewagen Wasserrettung GW-W
- 2 Mannschaftstransportfahrzeuge MTF
- Dekontaminationslastkraftwagen Personen Dekon-LKW P (Katastrophenschutz)
- Gabelstapler

Abrollbehälter und Anhänger
- Abrollbehälter Ladeboden AB-L (Fahrschule)
- Abrollbehälter Atemschutz/Strahlenschutz AB-AS
- Abrollbehälter Umweltschutz AB-U
- Abrollbehälter Schuttmulde AB-M
- 2 Abrollbehälter Einsatzleitung (Stadt Witten und Ennepe-Ruhr-Kreis)
- Abrollbehälter Schlauch AB-S
- Abrollbehälter Ölsperre AB-Öl
- Abrollbehälter V-Dekon AB-VD (Ennepe-Ruhr-Kreis)
- Mehrzweck-Plateauanhänger ANH (Fahrschule)
- Feldkochherd FKH
- 3 Rettungswagen RTW
- Krankentransportwagen KTW
- Notarzteinsatzfahrzeug NEF

### Feuerwehrschule
Seit dem 1. April 2021 ist an der Dortmunder Straße in Witten offiziell die Feuerwehrschule im Dienst. Hier werden die Beamtinnen und Beamten für den Dienst auf der Feuerwache ausgebildet. Die Ausbildung dauert 18 Monate und endet mit der Laufbahnprüfung für die Laufbahngruppe 1.2. (ehemals mittlerer Dienst). Für den Schulbetrieb hat die Stadt Witten zwei HLF 20/16 vom Institut der Feuerwehr in Münster erworben. Komplettiert wird der Fuhrpark durch ein ausgemustertes Tanklöschfahrzeug 20/16 und ein Mannschaftstransportfahrzeug (dieses fungiert als Einsatzleitwagen), welche der Ennepe-Ruhr-Kreis zur Verfügung stellt. Neben der Ausbildung der Berufsfeuerwehrleute absolvieren die Mitglieder der Freiwilligen Feuerwehr Witten hier die Lehrgänge auf Kommunalebene.

## Freiwillige Feuerwehr

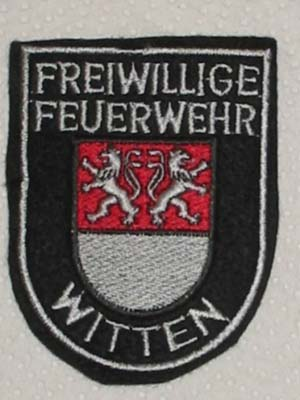
Ärmelabzeichen der Freiwilligen Feuerwehr Witten

Die Freiwillige Feuerwehr besteht aus zwölf Einheiten in den jeweiligen Stadtteilen. Aus einsatztaktischen Gründen ist die Freiwillige Feuerwehr in fünf Löschbereiche unterteilt, in denen jeweils zwei oder drei Einheiten zusammengefasst sind. Die Einheiten tragen eine zweistellige Identifikationsnummer, in der die erste Stelle die Nummer des Löschbereichs angibt. Die Löschbereiche eins und zwei sind dabei der Berufsfeuerwehr vorbehalten.
| Feuerwache | ID    | Einheit      | Lage                 | Fahrzeuge | Gründung |
| ---------- | ----- | ------------ | -------------------- | --- | -------- |
|            | LE 2  | Altstadt     | Hauptstraße 60       | Hilfeleistungslöschgruppenfahrzeuge HLF 20/16 und HLF 8-6, Mannschaftstransportfahrzeug MTF                                                                       | 1863     |
|            | LE 3  | Heven        | Wannen 143           | Hilfeleistungslöschgruppenfahrzeug HLF 8/6, Mannschaftstransportfahrzeug MTF                                                                                      | 1900     |
|            | LE 4  | Annen        | In der Mark 120      | Hilfeleistungslöschgruppenfahrzeuge HLF 20/16 und Mannschaftstransportfahrzeug MTF                                                                                | 1878     |
|            | LE 5  | Stockum      | Heuweg 6a            | Hilfeleistungslöschgruppenfahrzeug HLF 20/16, Mannschaftstransportfahrzeug MTF, Notstromgenerator                                                                 | 1899     |
|            | LE 6  | Rüdinghausen | Kreisstraße 85b      | Hilfeleistungslöschgruppenfahrzeuge HLF 20/16 und HLF 8/6, Mannschaftstransportfahrzeug MTF                                                                       | 1908     |
|            | LE 7  | Schnee       | Hackertsbergweg 9    | Hilfeleistungslöschgruppenfahrzeug HLF 20/16, Mannschaftstransportfahrzeug MTF                                                                                    | 1910     |
|            | LE 8  | Bommern      | Wengernstraße 27     | Hilfeleistungslöschgruppenfahrzeug HLF 20/16, Löschgruppenfahrzeug LF 8/6 Drehleiter DLK 23/12, Mannschaftstransportfahrzeug MTF                                  | 1896     |
|            | LE 9  | Herbede      | Meesmannstraße 100a  | Hilfeleistungslöschgruppenfahrzeug LF 10, Hilfeleistungslöschgruppenfahrzeug HLF 20/16, Drehleiter DLK 23-12 CC niedrige Bauart, Mannschaftstransportfahrzeug MTF | 1869     |
|            | LE 10 | Buchholz     | Buchholzer Straße 35 | Hilfeleistungslöschgruppenfahrzeug HLF 8/2, Mannschaftstransportfahrzeug MTF 7                                                                                    | 1934     |
|            | LE 11 | „Hölzer“     | Kämpenstraße 147     | Hilfeleistungslöschgruppenfahrzeug HLF 16, Löschgruppenfahrzeug LF 10, Tanklöschfahrzeug TLF 4000, 2 Mannschaftstransportfahrzeuge MTF                            | 2016     |

## Sondereinsatzgruppen
Für spezielle Einsatzlagen, die eine erweiterte Aus- und Fortbildung sowie eine entsprechende spezialisierte Fahrzeug- und Geräteausstattung erfordern, existieren in der Feuerwehr Witten Sondereinsatzgruppen (SEGs).

### Sondereinsatzgruppe Umweltschutz (SEG-U)
Die Sondereinsatzgruppe Umweltschutz (SEG-U) besteht aus Mitgliedern der Berufs- und der Freiwilligen Feuerwehr und hat sich auf die Dekontamination von Personen bei atomaren, biologischen und chemischen Gefahren (ABC-Schutz) spezialisiert. Die SEG-U wurde 1998 gegründet und bestand zu Anfang ausschließlich aus Berufsfeuerwehr-Leuten. 2001 wurden auch Mitglieder der Freiwilligen Feuerwehr integriert.

### Sondereinsatzgruppe Information und Kommunikation (SEG-IuK)
Die Sondereinsatzgruppe Information und Kommunikation (SEG-IuK) besteht aus Mitgliedern der Berufs- und der Freiwilligen Feuerwehr. Sie stellt bei größeren Einsätzen erweiterte Kommunikationsmittel zur Verfügung und unterstützt die Einsatzleitung. Die SEG-IuK ist im gesamten Ennepe-Ruhr-Kreis tätig.

### Sondereinsatzgruppe Wasserrettung (SEG-Wasserrettung)
Die Sondereinsatzgruppe Wasserrettung (SEG-Wasserrettung) ist die Feuerwehrtaucher-Gruppe der Feuerwehr Witten. Die SEG-Wasserrettung leistet bei Unglücken, Gefahren und Notfällen am, im, auf und unter Wasser Hilfe. Sie wird im gesamten Ennepe-Ruhr-Kreis eingesetzt.

## Jugendfeuerwehr
In den insgesamt zehn Jugendfeuerwehr-Gruppen werden Kinder und Jugendliche auf den Einsatz in der Feuerwehr vorbereitet. Zusätzlich werden auch Freizeitaktivitäten wie Zeltlager oder Fahrten in Freizeitparks unternommen. Die Jugendfeuerwehr-Gruppen sind den Löscheinheiten der Freiwilligen Feuerwehr zugeordnet. Für Übung und Transport der Kinder und Jugendlichen stehen der Jugendfeuerwehr je ein Löschgruppenfahrzeug LF 8 und LF 10 und ein Mannschaftstransportfahrzeug zur Verfügung.
| Einheit                                                                                     | Lage                   | Gründung |
| ------------------------------------------------------------------------------------------- | ---------------------- | -------- |
| Mitte (Durch Zusammenlegung von Heven und Altstadt)                                         | Steinhauser Hütte 3    | 2024     |
| Stockum                                                                                     | Heuweg 6a              | 2013     |
| Rüdinghausen                                                                                | Kreisstraße 85b        | 2015     |
| Schnee                                                                                      | Hackertsbergweg 9      | 2007     |
| Bommern                                                                                     | Wengernstraße 27       | 2003     |
| „Die Hölzer“ (Bommerholz, Durchholz und Vormholz) (ursprünglich Jugendfeuerwehr Bommerholz) | Bommerholzer Straße 57 | 2012     |
| Herbede                                                                                     | Meesmannstraße 100a    | 2011     |

Die Jugendgruppe Annen wurde aufgelöst.

## Werkfeuerwehren
Die Deutschen Edelstahlwerke und Evonik Industries betreiben jeweils eine Werkfeuerwehr. Die beiden Werkfeuerwehren kooperieren miteinander.
| Werkfeuerwehr           | Lage                      |
| ----------------------- | ------------------------- |
| Deutsche Edelstahlwerke | Auestraße 4               |
| Evonik Industries       | Arthur-Imhausen-Straße 92 |